# RCD Cup 1967
De RCD Cup 1967 was het 2e voetbaltoernooi van de RCD/ECO cup, voor landen van de die lid zijn van de Organisatie voor Economische Samenwerking. Het werd gespeeld tussen 24 en 28 november 1967 in Dhaka, Oost-Pakistan. Het toernooi werd gewonnen door Turkije.

## Eindstand
| Pos | Land     | Wed | Win | Gel | Ver | DV | DT | +/− | Pnt |
| --- | -------- | --- | --- | --- | --- | -- | -- | --- | --- |
| 1   | Turkije  | 2   | 2   | 0   | 0   | 8  | 4  | +4  | 4   |
| 2   | Iran     | 2   | 1   | 0   | 1   | 2  | 1  | +1  | 2   |
| 3   | Pakistan | 2   | 0   | 0   | 2   | 4  | 9  | –5  | 0   |

## Wedstrijden
|                                                   |                                           |              |          |                                          |
| 24 november 1967 00:00 (UTC−3) «onderlinge duels» | Iran                                      | 2 – 0        | Pakistan | Dacca Stadium, Dhaka Toeschouwers: 5.000 |
| 24 november 1967 00:00 (UTC−3) «onderlinge duels» | Fariborz Esmaili 35' Homayoun Behzadi 65' | Externe link |          | Dacca Stadium, Dhaka Toeschouwers: 5.000 |

|                                                   |      |              |                       |                                                                         |
| 26 november 1967 00:00 (UTC−3) «onderlinge duels» | Iran | 0 – 1        | Turkije               | Dacca Stadium, Dhaka Toeschouwers: 5.000 Scheidsrechter: Isa Khan (PAK) |
| 26 november 1967 00:00 (UTC−3) «onderlinge duels» |      | Externe link | 70' Nevzat Guzelırmak | Dacca Stadium, Dhaka Toeschouwers: 5.000 Scheidsrechter: Isa Khan (PAK) |

|                                                   | |              |                      |                                                                             |
| 28 november 1967 00:00 (UTC−3) «onderlinge duels» | Turkije | 7 – 4        | Pakistan             | Dacca Stadium, Dhaka Toeschouwers: 55.000 Scheidsrechter: Orhan Gönül (TUR) |
| 28 november 1967 00:00 (UTC−3) «onderlinge duels» | Fevzi Zemzem 4', 6' Ergün Acuner 32', 80' Ogün Altıparmak 34' Ayhan Elmastaşoğlu 40' Sanlı Sarıalioğlu 60' | Externe link | 55', 79', 87', 89' ? | Dacca Stadium, Dhaka Toeschouwers: 55.000 Scheidsrechter: Orhan Gönül (TUR) |